# Immunhistokemi
Immunhistokemi (förkortas IHK) går ut på att man lokaliserar proteiner med hjälp av fluorescerande antikroppar som binder till specifika antigen. Metoden används ofta inom diagnostisering av bland annat cancer och inom forskning på mediciner. Man kan även, genom att undersöka proteinerna, förutse hur personen kommer att svara på vissa läkemedel. 

## Historia
I början av 1940-talet utvecklade Albert Coons, en amerikansk immunolog, patolog och läkare, ett sätt att markera antikroppar med fluorescerande ämnen. Detta lade grunden till dagens immunhistokemi som möjliggjort en metod för att, med hjälp av fluorescerande antikroppar, hitta ämnen i vävnadsprover och därigenom kunna ställa diagnoser.

## Användning
Immunhistokemin är viktig för diagnostiseringen av bland annat cancer genom analys av tumörvävnader. Man kan även diagnostisera andra sjukdomar och förändringar av exempelvis mängden av ett protein i olika vävnader. Med hjälp av immunhistokemi kan man även forska på mediciner och hur de påverkar olika celler och vävnadstyper. Genom att analysera hur celler förändras utseendemässigt och vad de tillverkar, kan man se hur de reagerar på olika substanser och därmed förutspå hur olika människor kommer reagera på olika mediciner.
I cellens membran finns flera proteiner och kolhydrater med tillhörande antikroppar. För att kunna avgöra om ett visst ämne (protein) finns i en vävnad kan man använda sig av immunhistokemi. Det finns två olika typer av antikroppar man kan använda sig av när man söker efter ett ämnes närvaro i ett vävnadsprov, primära eller sekundära antikroppar. De primära antikropparna binder direkt in till antigen hos ämnet i cellytan medan sekundära antikroppar binder in till de primära antikroppar som binder till de antigener man söker i cellens membran, se bild. Antikropparna som används är markerade med fluorescerande ämnen så som fluorescenser, exempelvis fluorescein eller rodamin, eller partiklar så som kolloidala guldpartiklar. 

## Metoder
Det finns två huvudmetoder man använder sig av vid immunhistokemisk analys - direkt eller indirekt markering. Båda metoderna har samma huvuddrag. Till den vävnad man vill undersöka tillsätts först en droppe vätska med antikroppar i som får binda in i vävnadsprovet några minuter. Sedan sköljs den överflödiga vätskan bort och provet analyseras i mikroskop. Man kan droppa flera olika antikroppar och analysera närvaron av flera proteiner samtidigt i ett vävnadsprov så länge varje sort av antikropp är markerad med ämnen som fluorescerar i olika färger så att det går att skilja dem från varandra vid analysen. Immunhistokemi behöver inte alltid ske på utsidan av cellers membran utan man kan även undersöka cellers insida. För att göra detta måste man tillsätta enzym till vävnadsproverna som gör hål på cellens membran eller låta en lyserande process äga rum innan man tillsätter antikroppar och låter dem binda in.

### Direkt − Primära antikroppar
Den direkta metoden går ut på att använda sig av primära antikroppar som binder direkt till antigenet hos det ämne man undersöker eller letar efter. De primära antikropparna färgas med ett fluorescerande ämne eller kolloidala guldpartiklar. Vävnadsprovet som skall undersökas fästs på ett objektglas som sedan får en droppe vätska med antikroppar i på sig. Antikropparna får några minuter på sig att binda in till vävnadsprovet och sedan sköljs den resterande vätskan av. Vävnadsprovet analyseras sedan under mikroskop, se ”Analysering av proverna”.  Denna metod, att använda primära antikroppar, ersätts däremot ofta av den indirekta metoden och användningen av sekundära antikroppar då dessa har visat sig vara känsligare och därmed har högre noggrannhet. Den direkta metoden är däremot ett billigare alternativ då det bland annat krävs färre antikroppar.

### Indirekt − Sekundära antikroppar
Den indirekta metoden är en mer känslig och noggrann metod men den kostar också mer då det bland annat krävs fler antikroppar. Metoden går, precis som den primära, ut på att man först låter vävnadsprovet ligga i en vätska med antikroppar som binder till det/de antigen man vill undersöka eller som man letar efter. Till skillnad från i den primära metoden så är dessa antikroppar inte färgade utan helt vanliga. Efter att den överflödiga vätskan sköljts bort tillsätter man nu en droppe av markerade, sekundära antikroppar som är antikroppar till de första som tillsattes. Om de första antikropparna exempelvis är mus-antikroppar kommer de sekundära vara anti-musantikroppar. Dessa lämnas någon minut för att binda in och sedan sköljs den överflödiga vätskan av. Proverna analyseras sedan, precis som i den primära metoden, under mikroskop, se ”Analys av proverna” . Anledningen till att denna metod ger en större noggrannhet är bland annat att de sekundära antikropparna kan binda flera sekundära mot en primär antikropp, se bild, vilket gör att den fluorescerande styrkan blir högre och lättare att detektera.

## Analys av prover
Efter att proverna färgats in läggs de i ett ljus- eller elektronmikroskop, beroende på markörämne, för analys. De vävnader som markerats med kemiska markörer så som fluorescein eller rodamin kan ses med hjälp av ett ljusmikroskop i ett mörkt rum under tiden det belyses med UV-ljus, då UV-ljuset får markörerna att ”lysa”. Vävnader som har markerats med kolloidala guldpartiklar analyseras istället med hjälp av elektronmikroskop då partiklarna är så pass elektrontäta att de går att se däri. 